# شيرزاد عبد الرحمن
الشيخ شيرزاد بن عبد الرحمن بن طاهر بن حسن الكوفيي الكردي الشافعي، أبو عبد الرحمن، بدر القراء، قارئ ومقرىء القران الكريم الأمين العام لمجمع القرآن الكريم في الشارقة وعضو مجلس أمناء الجامعة القاسمية وإمام مسجد الشارقة الكبير ومعد ومقدم برامج في إذاعة وفضائية الشارقة.

## ولادته ونشأته
ولد الشيخ في الموصل شمال العراق سنة 1968م بمحلة النعمانية، ينحدر من أسرة كردية أصلها من قرية مريبا وتقطن عشيرة الكوفيي حاليا في قرى زيناوة وآشكا شمال شرق مدينة الموصل، ولد ونشأ وترعرع في مدينة الموصل شمال العراق وتخرج من مدارسها سنة 1985 ودخل كلية الهندسة تخصص الإلكترونيك والاتصالات بجامعة الموصل وتخرج منها سنة 1412هـ / 1991 م بدأ مبكرا في تعلم قراءة كتاب الله عزوجل على أبيه حيث كان يعمل مديرا لأحد مدارسها ومعلما لمادتي اللغة العربية والقرآن الكريم والذي كان له الفضل الأكبر في عملية تصحيح النطق والتمكن من السواد والضبط دون معرفة الأحكام الخاصة بالقراءة.
الشيخ متزوج ولديه من الأبناء عبد الرحمن وبه يكنى وعبد الله ومحمد.

## تحصيله العلمي
- بكالوريوس في الهندسة الإلكترونية والاتصالات جامعة الموصل – 1991
- ماجستير في الدعوة والإعلام الإسلامي – كلية أصول الدين – جامعة العلوم الإسلامية –الأردن - 2014.
- دكتوراه في الدعوة والإعلام الإسلامي – كلية الإعلام جامعة الجزيرة / السودان /2022

## سيرته العلمية
يعتبر الشيخ شيرزاد أول من أرسى علم القراءات الثلاث المتممة للعشر الصغرى في مدينة الموصل ومنها لبقية مدن بلاد الرافدين حيث تنتهي إليه معظم أسانيد القراء في بلاد الرافدين للقراءات الثلاث المتممة للعشر الصغرى حيث نقلها من اليمن إلى العراق.
وتميز بين أقرانه في الصغر بصوت عذب وجميل جدا حتى كانوا يطلقون عليه المنشاوي الصغير حيث كان يقرأ القران في محفل يوم الجمعة في جامع الحافظ بحي الجزائر وبدأ في هذه المرحلة يأخذ قواعد التلاوة على الشيخ سيف الدين بن هادي والشيخ ( أبو عبد العزيز ) عماد الدين شمس الدين إمام جامع الحافظ واستمر على هذه الحال حتى أنهى المرحلة الثانوية ثم انتقل إلى جامع القادسية وواصل مشوار القراءة فيه.
وبعد جهد كبير تعرف على شيخ الإقراء في الموصل الشيخ المقريء إبراهيم بن فاضل المشهداني حيث قرأ عليه أصول رواية حفص وقرأ عليه من أول البقرة حتى آخر النساء خلال سنة تقريبا وكانت هذه السنة عظيمة النفع من حيث الإتقان وجودة التلاوة، ثم قرأ عليه أصول قراءة أبي عمرو البصري وما تيسر من البقرة بروايتي الدوري والسوسي عن أبي عمرو البصري وكان ذلك عام 1986م وفي كل من مسجدي الحامدين وذي النورين وبين المسجدين مسافة كبيرة حيث أن الشيخ إبراهيم كان إماما في الحامدين وخطيبا في ذي النورين وكان الشيخ يجمع بين دراسة الهندسة الإلكترونية وتعلم علم القراءات في نفس الفترة وبعد انتقال الشيخ إبراهيم إلى جامع الطالب وتعسر الوصول إليه لبعد المسافة أحاله الشيخ المشهداني إلى الشيخ عبد اللطيف الصوفي في جامع المحروق، والشيخ عبد اللطيف من خيرة علماء القراءات على مستوى العراق ولديه مصنفات كثيرة في علوم القراءات ويعتبر من أكثر الشيوخ المجيزين نظرا لهمته التي لا ينازعه فيها أحد، وقد كان الشيخ شيرزاد والشيخ وليد عثمان البوزيني أول من قرأ على الشيخ عبد اللطيف الصوفي.
ولجمع القراءات عند أهل العراق طريقة خاصة حيث أفرد ما تيسر من البقرة لكل من أبي عمرو البصري براوييه السوسي والدوري ثم ابن كثير المكي براوييه البزي وقنبل ثم نافع المدني براوييه قالون وورش ثم جمع لهؤلاء جميعا وهم المعروفون عند أهل القراءات (بأهل سما) جمع لهم جميعا من أول البقرة وحتى نهاية النساء ثم أفرد ما تيسر من البقرة لابن عامر الشامي براوييه هشام وابن ذكوان ثم لعاصم الكوفي براوييه شعبة وحفص ثم لحمزة الزيات براوييه خلف وخلاد ثم للكسائي براوييه أبي الحارث والدوري ثم عاد فجمع لهؤلاء جميعا (جمعا كبيرا) في ختمة كاملة من أول الفاتحة وحتى آخر الناس
وأجازه الشيخ عبد اللطيف بن خضر الصوفي برواية حفص عن عاصم وأجازه أيضا بالقراءات السبع من طريق الشاطبية في احتفال مهيب في جامع القادسية عام 1988م ولقبه بدر القراء
بدأ في تدريس القراءات في الموصل بعد منحه الإجازة حيث أتم عليه الشيخ محمد فرج درويش ختمة براوية حفص وكان يساعد شيخه الصوفي في تدريس أصول القراءات وكان من بينهم الشيخ المجاز في الإفتاء محمد بن عبد الحميد وفقيه الموصل ومفتيها الشيخ ريان ين توفيق أمد الله في عمره ونفع بعلومه وغيرهم وتجد قائمة بأسماء الإخوة الذين أجازهم الشيخ في صفحة الأسانيد
وفي عام 1995م سافر إلى صنعاء اليمن ثم استقر في مدينة الحديدة ليتعرف فيها على الشيخ محفوظ الباجلي في دار القراءات بالحديدة الذي قرأ عليه أصول الشاطبية ثم تعرف على الداعية المعروف الشيخ محمد بن سعد الحطامي الذي كان يقدمه في الإمامة في مسجده المعروف بمسجد فاطمة الزهراء الكبير وفيه تعرف على الشيخ الحافظ المقرئ علي بن حسن الوصابي الذي قرأ عليه أصول الدرة وشرحها في القراءات العشر ثم جمع لكل من أبي جعفر المدني براوييه ابن وردان وابن جماز ثم يعقوب الحضرمي براوييه رويس وروح ثم لخلف العاشر براوييه إسحاق وإدريس من أول الفاتحة وحتى نهاية سورة التوبة ثم انتقل إلى صنعاء ليقرأ عند الشيخ الحافظ المقرئ عبد الرازق بن محمد بن عمارة حيث جمع لكل من أبي جعفر المدني براوييه ابن وردان وابن جماز ثم يعقوب الحضرمي براوييه رويس وروح ثم لخلف العاشر براوييه إسحاق وإدريس، وكان الفراغ من الختمة عام 1998م وقد أجازه الشيخ عبد الرازق بالقراءات الثلاث المتممة للعشر الصغرى.
ثم عاد إلى الموصل ليقرئ ويجيز شيوخه الذين قرأ عندهم القراءات السبع حيث أجاز شيخه الشيخ عبد اللطيف الصوفي بعد أن ختم عليه القرآن كاملا وبدا مع الشيخ غانم الطائي ولم يكمل معه بسبب سفر الشيخ شيرزاد إلى دولة الإمارات، أما الشيخ إبراهيم بن فاضل المشهداني فقد سافر إلى الإمارات أيضا والتقى هناك الشيخ شيرزاد وختم عليه القرآن كاملا وأجازه الشيخ شيرزاد في القراءات العشر الصغرى
وقد قام الشيوخ هؤلاء (الصوفي والمشهداني) بدورهم بنشر هذا الإسناد في مدينة الموصل ومنها إلى بقية بلاد الرافدين
أما الشيخ غانم الطائي فقد أخذ القراءات العشر الصغرى من الشيخ الصوفي من إسناد الشيخ شيرزاد، ثم هيأ الله لأهل العراق الشيخ محسن الطاروطي أمد الله في عمره الذي أقرأهم وأجازهم بالعشر الكبرى وكان ممن قرأ عليه الشيخ الصوفي، وقرأ الشيخ غانم على الشيخ الصوفي العشر الكبرى، ثم سافر إلى دبي متفرغا لتدريس الشيخ شيرزاد وكان يقول الشيخ شيرزاد نقل لنا القراءات الصغرى من اليمن ونحن نرد له الفضل بالذهاب إليه وإعطاءه القراءات العشر الكبرى وهذه واحدة من فضائل الشيخ غانم التي لا تعد ولا تحصر.
قرأ القراءات العشر الكبرى على الشيخ غانم الطائي وختم ختمة كاملة محققة مرتلة من أول الفاتحة وحتى آخر الناس وأجازه بالقراءات العشر الكبرى في احتفال كبير أقيم في مدينة دبي.
وله الآن نشاطات متعددة في دولة الإمارات ومنها إمامته لمسجد الشارقة الكبير ومعد ومقدم برامج في إذاعة وفضائية الشارقة إضافة إلى تدريسه المتواصل لعلم القراءات بمسجده وبرامجه الإذاعية وتحكيمه للعديد من المسابقات القرآنية له ختمة كاملة للقران الكريم برواية حفص عن عاصم من صلاتي التراويح والتهجد وله إصدارت صوتية متعددة بروايتي حفص عن عاصم وورش عن نافع.

## شيوخه

### في العراق
- الشيخ إبراهيم بن فاضل المشهداني : قرأ عليه أصول رواية حفص ثم قرأ عليه من أول البقرة حتى آخر النساء ثم قرأ عليه أصول قراءة أبي عمرو البصري ثم قرأت عليه ما تيسر من القرآن بروايتي الدوري والسوسي سنة 1986م
- الشيخ عبد اللطيف بن خليل : قرأ عليه بالإفراد لكل من (الدوري والسوسي والبزي الصوفي وقنبل وقالون وورش ) جزءا كاملا ثم جمع الجمع الصغير لأهل (سما ) وهم كل من نافع وابن كثير وأبي عمرو من أول البقرة إلى آخر سورة النساء ثم أفرد لكل من (هشام وابن ذكوان وشعبة وحفص وخلف وخلاد والدوري عن الكسائي وأبي الحارث) جزءا كاملا ثم جمع الجمع الكبير لكل القراء وهم (نافع وابن كثير وأبي عمرو وابن عامر وعاصم وحمزة والكسائي) من أول البقرة وحتى آخر المصحف قراءة محققة مرتلة مع الإتيان بأوجه التكبير من أول الضحى وحتى آخر الناس وقد أجازنه الشيخ عبد للطيف بما قرأت عنده سنة 1988 ولقبه بـ «بدر القراء».

### في اليمن في مدينة الحديدة
- الشيخ محفوظ الباجلي : قرأ وحفظ عليه أصول الشاطبية مع شرحها سنة 1996
- الشيخ الحافظ علي بن حسن الوصابي : قرأ عليه أصول الدرة في القراءات العشر ثم أفرد لكل من (ابن وردان وابن جماز ورويس وروح وإسحاق وإدريس ) جزءا كاملا ثم قرأ عليه من أول البقرة حتى آخر سورة التوبة للثلاث المتممين للعشر وهم ( أبو جعفر المدني ويعقوب البصري وخلف العاشر) قراءة محققة مرتلة سنة 1998 م

### في اليمن في مدينة صنعاء
- الشيخ الحافظ المقرئ عبد الرازق محمد عمارة : حفظ عليه معظم الدرة وشيئا من أصول الشاطبية ثم قرأ عليه من أول سورة يونس وحتى آخر سورة الناس جمعا للقراء الثلاث المتممين للعشر وقد أجازنه الشيخ عبد الرازق بما قرأ عنده سنة 1997

### في الإمارات في مدينة دبي
- الشيخ المقريء غانم بن مهدي الطائي : قرأ عليه القراءات العشر الكبرى من طريق طيبة النشر
- الشيخ المقري ء بكري بن عبد المجيد الطرابيشي الدمشقي قرأ عليه رواية حفص عن الإمام عاصم من طريق الشاطبية وهو من أعلى القراء إسنادا في العالم الإسلامي إذ بينه وبين النبي ﷺ 26 رجلا فقط – استغرقت الختمة قرابة الأربع سنوات

### في المدينة المنورة في المسجد النبوي
- الشيخ المقريء إبراهيم الأخضر القيم شيخ القراء في المسجد النبوي الشريف - لازال يقرأ عليه
- الشيخ المقريء العلامة محمد بن تميم الزعبي عضو اللجنة العلمية في مجمع الملك فهد لطباعة المصحف الشريف وعضو اللجنة العلمية لمصحف المدينة المنورة - لازال يقرأ عليه

## تلامذته

### الشيوخ الذين اقرأهم القران
الشيوخ الذين قرأوا على الشيخ القران كاملا وأجازهم بالإسناد :
- الشيخ المقرئ عبد اللطيف بن خليل بن خضر الصوفي : من العراق وهو أحد أشهر شيوخ الإقراء في العراق في مدينة الموصل قرأ عليه القراءات السبع ثم قرأ هو عليه العشر الصغرى أجازه بروايات (ابن وردان وابن جماز ورويس وروح وإسحاق وإدريس) من قراءات أبي جعفر ويعقوب وخلف من طريق الدرة وقد أجاز بهذا الإسناد عددا كبيرا من المشايخ
- الشيخ المقرئ إبراهيم بن فاضل المشهداني : من مشايخ القراءات المشهورين في الموصل في العراق أجازه بروايات (ابن وردان وابن جماز ورويس وروح وإسحاق وإدريس) من قراءات أبي جعفر ويعقوب وخلف من طريق الدرة وقد أجاز بها عددا من القراء في العراق
- الشيخ محمد مصطفى المحاميد : أحد أئمة المسجد الأقصى الشريف أجازه برواية حفص عن عاصم
- الشيخ الدكتور عطية بن أحمد بن محمد : من سوريا مجاز في القراءات السبع أجازه بروايات ابن وردان وابن جماز ورويس وروح وإسحاق وإدريس من قراءات أبي جعفر ويعقوب وخلف من طريق الدرة
- الدكتور عمار أمين الددو : من سوريا أفرد لأهل سما ما تيسر ثم أتم ختمة برواية ورش وأجازه برواية ورش ثم أتم ختمة برواية قالون وأجازه بها ويقرأ الآن بقراءة ابن كثير براوييه البزي
- الدكتور محمد إبراهيم المشهداني : من العراق مجاز في القراءات السبع أجازه بروايات ابن وردان وابن جماز ورويس وروح وإسحاق وإدريس من قراءات أبي جعفر ويعقوب وخلف من طريق الدرة ثم ختم عليه ختمة أخرى فأجازه برواية حفص عن عاصم من طريق الشاطبية.
- الشيخ الدكتور محمد محمود مصطفى الإسكندري : من علماء مصر أجازه بقراءة ابن كثير براوييه البزي وقنبل
- الشيخ الدكتور محمد بن علي بن أحداش : من علماء ليبيا كان يقرأ برواية قالون عن نافع قرأ عليه برواية حفص وأجازه بها في اليمن
- الشيخ الدكتور علي البكري : من العراق أجازه برواية حفص عن عاصم من طريق الشاطبية
- الشيخ فيصل بن عطية : من اليمن أجازه بروايتي شعبة وحفص عن عاصم
- الشيخ محمد فرج درويش : من العراق من مدينة الموصل أجازه برواية حفص عن عاصم
- الشيخ عبد الوهاب عبد العزيز الحداد : من اليمن أجازه برواية حفص عن عاصم قرأ عليه ختمتين إحداهما نظرا من المصحف والأخرى حفظا
- الشيخ ياسين إبراهيم موسى : من الصومال أجازه برواية حفص عن عاصم
- الشيخ سامي بن رمضان بن دهيم الخليوي : من العراق من مدينة الناصرية أجازه برواية حفص عن عاصم
- الشيخ طلحة بن علي بن مفتاح بن محمد الفقي : من ليبيا أجازه بروايتي شعبة وحفص عن عاصم
- الشيخ محمد بن رابح بن أحمد بن محمد بن سعيد سيلام : من الجزائر أجازه بروايه حفص عن الإمام عاصم بقصر المنفصل من طريق طيبة النشر
- الشيخ مثنى بن مهدي بن صالح الهاشمي : من بريطانيا أجازه برواية حفص عن عاصم من طريق الشاطبية
- الشيخ عبد الله بن عبد العزيز النقبي من دولة الإمارات أجازه بقراءة ابن كثير المكي براوييه البزي وقنبل من طريق الشاطبية
- الشيخ المقرئ عبد الله محمد السبعاوي : من العراق مجاز بالقراءات السبع أجازه برواية حفص عن عاصم من طريق الشاطبية
- الشيخ زياد بن محمد شاكر الغنام : من العراق أجازه برواية حفص عن عاصم من طريق الشاطبية
- الشيخ سفيان إبراهيم بسيس : من تونس أجازه برواية حفص عن عاصم من طريق الشاطبية
- الشيخ محمد رؤوف عبد الله محمد خضر : من العراق أجازه برواية حفص عن عاصم من طريق الشاطبية
- الشيخ إحسان علي البكري : من العراق أجازه برواية حفص عن عاصم من طريق الشاطبية
- الشيخ المقرئ وليد عثمان البوزيني : من العراق مجاز في القراءات السبع من الشيخ عبد اللطيف الصوفي أجازه برواية حفص عن عاصم من طريق الشاطبية
- الشيخة أم عبد الرحمن البريفكاني: من العراق أجازها برواية حفص عن عاصم من طريق الشاطبية
- الشيخة أم عمر الصفار : من العراق أجازها برواية حفص عن عاصم من طريق الشاطبية
- الشيخة عبير أحمد علي الغنام : من الدنمارك أجازها برواية حفص عن عاصم من طريق الشاطبية
- الشيخة أم عصام العيساوي : من العراق مجازة بأكثر من قراءة أجازها برواية حفص عن عاصم من طريق الشاطبية
- الشيخ المقرئ أحمد حسين العيساوي : من العراق مجاز في القراءات السبع أجازه برواية حفص عن عاصم من طريق الشاطبية
- الشيخ عبد الناصر بن معتوق بن جديوه : من ليبيا مجاز بأكثر من قراءة أجازه برواية حفص عن عاصم من طريق الشاطبية
- الشيخ محمد عمر علي : من السويد أجازه برواية حفص عن عاصم من طريق الشاطبية
- الشيخ أحمد ثائر المنصور : من سوريا أجازه برواية حفص عن عاصم من طريق الشاطبية
- الشيخ عبد الغني محمد أمين الكردي : من سوريا أجازه برواية حفص عن عاصم من طريق الشاطبية
- الشيخ المقرئ عمر عابي عبدي الطبلاوي : من الصومال مجاز بعدة قراءات وروايات أجازه بقراءة عاصم براوييه شعبة وحفص من طريق الشاطبية
- الشيخ عبد الله بن زياد أغبر : من فلسطين أجازه بقراءة ابن كثير المكي براوييه البزي وقنبل من طريق الشاطبية
- الشيخ المقرئ صلاح بن ناجي البهال : من اليمن مجاز بعدة قراءات وروايات أجازه برواية ور عن نافع المدني من طريق الشاطبية
- الشيخ ضياء بن محمود بن محمد بن صالح المولى : من العراق أجازه برواية حفص عن عاصم من طريق الشاطبية
- الشيخ المقرئ الدكتور عبد الحكيم بن سالم بن سيف الشاعر آل علي : من الإمارات مجاز بالقراءات السبع أجازه بالقراءات الثلاث المتممة للعشر الصغرى من طريق الدرة

### الأخوة الذين حفّظهم القران
الإخوة الذين درسهم الشيخ وحفظوا عليه القرآن كاملا ( برنامج تحفيظ نزلاء السجن للقران في سجن دبي المركزي ):
- حمود الزمان أفضل : من الهند أتم حفظ القرآن في سنتين
- ياسين إبراهيم موسى : من الصومال أتم حفظ القرآن في سنتين
- مصباح الحق لبيد عزيز : من باكستان أتم حفظ القرآن في ثلاث سنوات
- محمد قاسم بادشاه : من باكستان أتم حفظ القرآن في ثلاث سنوات
- رانا محمد رفيق : من الهند أتم حفظ القرآن في ثلاث سنوات.

## المساجد التي كان فيها إماما راتبا

### في العراق في مدينة الموصل
- جامع الأبرار في حي الوحدة – إمام صلاة التروايح - سنة 1990
- جامع النور في حي النور – إمام راتب وإمام تراويح – سنة 1991-1992
- جامع الشيخكي في حي القادسية – إمام تراويح- سنة 1993
- جامع زيناوة في حي الشهداء –إمام راتب وإمام تراويح – سنة 1994
- جامع علي بن أبي طالب في حي القادسية – إمام تراويح-سنة 1995

### في اليمن في مدينة الحديدة
- جامع فاطمة الزهراء الكبير في إمام راتب وإمام تراويح وتهجد للسنوات 1996-1997

### في اليمن في مدينة صنعاء
- جامع الفتح في مدينة الأصبحي - إمام تراويح- بداية سنة 1998

### في الأمارات في مدينة الشارقة
- مسجد أسماء في منطقة حلوان - إمام تراويح وتهجد 3 سنوات للسنوات 1998-2001

### في الأمارات في مدينة عجمان
- مسجد الحساوي في منطقة الكرامة – إمام تراويح وتهجد لسنة 2002

### في الأمارات في مدينة دبي
- مسجد محمد حسن الشيخ في منطقة الطوار – إمام راتب مستمر لحد الآن.

## أعماله في مجال الإعلام
- ماجستير في الإعلام الإسلامي
- إعداد وتقديم البرامج التلفزيونية والإذاعية منذ عام 2000
- إعداد وتقديم برنامج مشاهير القراء 13 حلقة منها 5 حلقات في المغرب و5 حلقات في مصر و3 حلقات في الإمارات على فضائية الشارقة مسجل يبث أسبوعياً
- إعداد وتقديم برنامج روائع القراء في إذاعة الشارقة استمر لمدة 4 سنوات برنامج مباشر ساعة أسبوعياً
- إعداد وتقديم برنامج مع القران على فضائية الشارقة استمر لمدة 3 سنوات برنامج مباشر ساعة أسبوعياً
- إعداد وتقديم برنامج رحلة مع القران في إذاعة الشارقة استمر لمدة 4 سنوات برنامج مباشر ساعة يومين في الأسبوع
- إعداد وتقديم برنامج مزامير آل داود على إذاعة نور دبي لمدة 3 سنوات برنامج مباشر 6 ساعات 3 أيام أسبوعيا
- إعداد وتقديم برنامج أهل القران فضائية وإذاعة نور دبي لمدة سنتين – برنامج مباشر 4 ساعات يومين أسبوعيا
- إعداد وتقديم برنامج ترانيم قرانية على فضائية الشارقة استمر لمدة 15 حلقة برنامج مباشر
- إعداد وتقديم برنامج الختمة الرمضانية برنامج رمضاني يومي مباشر ياتي من أحد مساجد الشارقة مستمر سنويا منذ عام 2010
- برنامج القراء – حلقة خاصة عن حياة الشيخ شيرزاد عبد الرحمن – قناة المجد الفضائية
- برنامج ورتل القران – حلقة خاصة عن حياة الشيخ شيرزاد عبد الرحمن – قناة العربية
- برنامج في رحاب القران – حلقة خاصة عن حياة الشيخ شيرزاد عبد الرحمن – قناة إقرأ
- برنامج على طاولة أيوب لقاء خاص في فضائية نور دبي
- إعداد وتقديم برنامج مسابقة أجمل الأصوات قناة Shoof TV
- إعداد وتقديم برنامج ناشئ في رحاب القران 36 حلقة فضائية نور دبي
- المشاركة في برنامج قصص القران 30 حلقة قناة المجد
- المشاركة في برنامج ترتيلاً 30 حلقة تلفزيون مملكة البحرين
- إعداد وتقديم التغطية المباشرة لمناسك الحج من منى وعرفات لفضائية وإذاعة نور دبي لعدة سنوات
- إعداد وتقديم التغطية المباشرة لمناسك الحج من منى وعرفات ومكة لإذاعة الشارقة لعدة سنوات
- المشاركة في برنامج مسابقة القران والسنة 60 حلقة استمر لمدة 3 سنوات - تلفزيون الشارقة
- مشاركات متعددة في برنامج البث المباشر إذاعة وفضائية نور دبي
- مشاركات متعددة في برنامج الخط المباشر إذاعة الشارقة
- مشاركات في برنامج شرح الشاطبية قناة المجد العلمية
- المشاركة في برنامج عقب التراويح فضائية نور دبي

## نشاطات أخرى
- تسجيل المصحف المرتل كاملا من صلاتي التراويح والتهجد (7 ختمات مسجلة كاملة )
- الإشراف على مشروع تعليم القراءات في دولة الإمارات
- المشاركة في وضع اللائحة التنظيمية لمشروع تعليم القراءات في دولة الإمارات
- عضو مجلس أحياء الشرطة في شرطة دبي لمعالجة مشاكل الناس الاجتماعية والأخلاقية
- المشاركة في برامج مكافحة المخدرات
- المشاركة في برامج مكافحة العنف الأسري
- المشاركة في برامج مكافحة العنف بين طلاب المدارس
- تدريس القرآن الكريم وتلاوته وحفظه في الإدارة العامة لشرطة دبي – المؤسسات العقابية – سجن دبي المركزي يوميا ولمدة ثلاث سنوات
- تدريس المسلمين الجدد في الإدارة العامة لشرطة دبي – المؤسسات العقابية – سجن دبي المركزي يوميا ولمدة سنتين
- المشاركة في وضع اللائحة التنظيمية لبرنامج تحفيظ القران في السجون بدولة الإمارات
- المشاركة في وضع اللائحة التنظيمية للمسابقة أجمل ترتيل
- المشاركة كقارئ في مؤتمر السلام في الهند – بومباي 2007
- المشاركة في الإمامة في دول كثيرة : الكويت , البحرين , اليمن , تونس , لبنان , سوريا , الهند، أوروبا....
- تأسيس وإدارة مركز اقرأ لتحفيظ القرآن - الشارقة
- تأسيس مركز اقرأ لتحفيظ القرآن العراق – الموصل
- تأسيس مركز النور لتحفيظ القرآن - دبي - القصيص
- تدريس أحكام التلاوة في مركز محمد نور - دبي
- تدريس علم القراءات في مسجد محمد حسن الشيخ – دبي
- محكم ومشارك في تقديم برنامج مسابقة السنة النبوية - 28 حلقة سجلت لتلفزيون الشارقة عام 2003 والحصول على تكريم من حاكم الشارقة
- محكم ومشارك في تقديم برنامج مسابقة السنة النبوية - 28 حلقة سجلت لتلفزيون الشارقة عام 2004 والحصول على تكريم من حاكم الشارقة
- محكم ومشارك في تقديم برنامج مسابقة القرآن الكريم - 26 حلقة سجلت لتلفزيون الشارقة عام 2005 والحصول على تكريم من حاكم الشارقة
- محكم في لجنة تقييم الحفاظ لإمارة دبي – جائزة دبي الدولية للقرآن الكريم عام 2004
- محكم في المسابقة المحلية لجائزة دبي الدولية للقرآن الكريم عام 2005
- محكم في مسابقة أجمل ترتيل لجائزة دبي الدولية للقران الكريم الدورة الأولى
- محكم في مسابقة أجمل ترتيل لجائزة دبي الدولية للقران الكريم الدورة الثانية
- محكم في مسابقة أجمل ترتيل لجائزة دبي الدولية للقران الكريم الدورة الثالثة
- محكم في مسابقة أجمل ترتيل لجائزة دبي الدولية للقران الكريم الدورة الرابعة
- محكم في المسابقة المحلية لجائزة دبي الدولية للقرآن الكريم الدورة السادسة
- محكم في المسابقة المحلية لجائزة دبي الدولية للقرآن الكريم الدورة الحادية عشرة
- محكم في المسابقة السنوية لمركز الصديق لتحفيظ القرآن الكريم والعلوم الشرعية 2005
- محكم في مسابقة أجمل الأصوات التي نظمتها shoof TV في رمضان 2009
- محكم في مسابقة القران الكريم للجامعات الإماراتية نظمتها جامعة الشارقة – الدورة الثانية
- محكم في مسابقة القران الكريم كلية الدراسات الإسلامية والعربية – دبي
- محكم في مسابقة رأس الخيمة للقران الكريم الدورة الحادية عشرة لمسابقة
- رئيس لجنة التحيكم في المسابقة المحلية لجائزة دبي الدولية للقرآن الكريم الدورة الثالثة عشرة
- رئيس لجنة التحكيم في المسابقة القرآنية الأولى في جامعة الغرير 2015
- عضو لجنة التحكيم في المسابقة الدولية لجائزة دبي الدولية للقرآن الدورة التاسعة عشرة 2016
- التغطية الإعلامية للدورة الثانية عشرة من المسابقة الدولية للقرآن الكريم – دبي
- التغطية الإعلامية للدورة الثالثة عشرة من المسابقة الدولية للقرآن الكريم – دبي
- التغطية الإعلامية للدورة العاشرة لمسابقة رأس الخيمة للقرآن الكريم
- التغطية الإعلامية للدورة الحادية عشرة لمسابقة رأس الخيمة للقران الكريم
- التغطية الإعلامية للدورة الثانية عشرة لمسابقة رأس الخيمة للقرآن الكريم
- التغطية الإعلامية لمسابقة سيد جنيد عالم للقرآن الكريم – مملكة البحرين
- تسجيل المصحف كاملا برواية حفص عن عاصم من صلاتي التراويح والتهجد
- تسجيل سور مختلفة بروايات من القراءات السبع
- تسجيل المصحف المرتل لإذاعة أبو ظبي للقرآن الكريم
- تقديم دورة تأهيل الأئمة لأئمة المساجد في إمارة دبي 2008
- تقديم دورة تطوير الأداء الصوتي لأئمة المساجد في إمارة دبي 2009
- تقديم دورة ضوابط التحكيم الصوتي معهد الشيخ محمد بن خالد مدينة العين 2010
- تقديم دورة المهارات الصوتية جامعة الإمارات – العين 2010
- تسجيل تلاوات لإذاعة القران الكريم - أبوظبي
- تسجيل تلاوات لفضائية PEACE الهند – بومباي
- تسجيل تلاوات لقناة الظفرة الفضائية – أبو ظبي
- بث تلاوات في إذاعة القرآن الكريم _ أم القيوين
- بث تلاوات في إذاعة القرآن الكريم _ الدوحة – قطر
- بث تلاوات في فضائية المجد للقرآن
- بث تلاوات في فضائية نور - البحرين
- بث تلاوات في قناة السادسة الفضائية المغربية
- بث تلاوات في إذاعة القرآن الكريم – نابلس فلسطين.

## روابط خارجية
- شيرزاد عبد الرحمن.. من مهندس اتصالات إلى قارئ - العربية نت
- قناتة الخاصة على اليوتيوب
- «بدر القراء» شيرزاد عبد الرحمن طاهر: النجاح وليد الاجتهاد وثمرة العمل
- شيرزاد عبد الرحمن.. بدر القراء
- شيرزاد عبد الرحمن طاهر موقع مداد

https://www.alqasimia.ac.ae/ar/AboutAQU/Pages/BOT.aspx